# Capitotricha fagiseda
Capitotricha fagiseda är en svampart som tillhör divisionen sporsäcksvampar, och som beskrevs av Baral ad int. Capitotricha fagiseda ingår i släktet Dasyscyphus, och familjen Hyaloscyphaceae. Arten är reproducerande i Sverige.